# Christian Wolff (Politiker)
Christian Wolff (* 4. Dezember 1931 in Ikendorf bei Broderstorf) ist ein deutscher Politiker (FDP). Er war Landtagsabgeordneter in Niedersachsen.
Wolffs Familie verlor 1945 ihren Gutsbetrieb in Pommern, als dieser enteignet wurde. Danach zogen sie nach Westdeutschland, wo Wolff 1952 in Hannover das Abitur machte. Danach folgte eine zwei Jahre dauernde Landwirtschaftslehre und von 1954 bis 1958 ein Studium der Landwirtschaft in Berlin und Kiel. Nach dem Diplomexamen war er als Hilfsassistent am Institut für Landwirtschaftswissenschaften tätig. Von 1961 bis 1965 war er Geschäftsführer der Stadt und Land e.V. Niedersachsen. Seit 1966 war er in den Bereichen Agrarmarketing und Agrarpublizistik tätig. Ab 1972 war Wolff Redakteur im Landfunk des NDR Hannover. Im Jahr 1971 trat er der FDP bei und ab 1972 war er auch Ratsherr der Gemeinde Bennigsen. Ab 1974 war er im Rat der Stadt Springe, deren Bürgermeister er ab 1976 war. Ab 1974 war er auch erster stellvertretender Landrat des Landkreises Hannover. In der achten Wahlperiode gehörte er vom 9. Februar bis zum 20. Juni 1978 dem Landtag von Niedersachsen an.